# Balari (Volk)

Antike Stämme der Nuraghenkultur Sardiniens

Die Balari (altgriechisch Βαλαροί) waren ein antikes Bergvolk, das im Norden Sardiniens siedelte.
Laut dem griechischen Reiseschriftsteller Pausanias waren die Balari angeblich Nachfahren libyscher oder iberischer Söldner, die im Dienst der Karthager gestanden hatten, dann aber desertiert waren und sich in den sardinischen Gebirgen niedergelassen hatten. Den Namen sollen sie von den Korsen bekommen haben, in deren Sprache Balari Flüchtlinge bedeutet habe. Wahrscheinlicher ist, dass sich ihr Name von den Balearen ableitete, mit deren Einwohnern sie wohl verwandt waren. Strabon beschreibt sie als einer von vier Bergstämmen Sardiniens; sie seien Höhlenbewohner gewesen und hätten nur spärlichen Ackerbau betrieben, dafür aber vor allem von Räubereien gelebt. 178 v. Chr. revoltierten sie gemeinsam mit dem benachbarten Stamm der Ilienses gegen die römische Oberherrschaft, wurden aber im folgenden Jahr vom Konsul Tiberius Sempronius Gracchus geschlagen und mussten 176 v. Chr. kapitulieren. Nicht nur Strabon, sondern auch noch Plinius der Ältere erwähnt sie als semi-unabhängigen Gebirgsstamm Sardiniens.